# Мілрой (Індіана)
Мілрой (англ. Milroy) — переписна місцевість (CDP) в США, в окрузі Раш штату Індіана. Населення — 628 осіб (2020).

## Географія
Мілрой розташований за координатами 39°29′53″ пн. ш. 85°28′3″ зх. д. / 39.49806° пн. ш. 85.46750° зх. д. (39.498077, -85.467614).  За даними Бюро перепису населення США в 2010 році переписна місцевість мала площу 1,72 км², уся площа — суходіл.

## Демографія
Згідно з переписом 2010 року, у переписній місцевості мешкали 604 особи в 221 домогосподарстві у складі 163 родин. Густота населення становила 352 особи/км².  Було 260 помешкань (152/км²).
Расовий склад населення:
| - 96,9 % — білих - 1,2 % — корінних американців - 0,2 % — чорних або афроамериканців - 0,2 % — азіатів |

До двох чи більше рас належало 1,3 %. Частка іспаномовних становила 1,8 % від усіх жителів.
За віковим діапазоном населення розподілялося таким чином: 28,1 % — особи молодші 18 років, 58,0 % — особи у віці 18—64 років, 13,9 % — особи у віці 65 років та старші. Медіана віку мешканця становила 38,7 року. На 100 осіб жіночої статі у переписній місцевості припадало 93,0 чоловіків;  на 100 жінок у віці від 18 років та старших — 95,5 чоловіків також старших 18 років.
Середній дохід на одне домашнє господарство  становив 38 341 долар США (медіана — 39 406), а середній дохід на одну сім'ю — 39 823 долари (медіана — 43 867). За межею бідності перебувало 34,0 % осіб, у тому числі 57,2 % дітей у віці до 18 років та 18,5 % осіб у віці 65 років та старших.
Цивільне працевлаштоване населення становило 263 особи. Основні галузі зайнятості: виробництво — 27,0 %, транспорт — 22,4 %, науковці, спеціалісти, менеджери — 10,6 %, мистецтво, розваги та відпочинок — 9,1 %.